# Poa sierrae
Poa sierrae là một loài cỏ trong họ hòa thảo, thuộc chi poa.